# Victor Andrade
Victor Andrade Santos (Carmópolis, 30 september 1995) is een Braziliaans voetballer die bij voorkeur als aanvaller speelt. Hij verruilde in juli 2014 Santos voor SL Benfica.

## Clubcarrière
Andrade debuteerde op 6 juni 2012 op zestienjarige leeftijd in het eerste elftal van Santos, tegen Fluminense. In zijn eerste seizoen speelde hij veertien wedstrijden, waarin hij tweemaal tot scoren kwam. Hij speelde eerder in de jeugdopleiding van SL Benfica. Deze club haalde hem in juli 2014 weer terug, waarna hij op 16 augustus 2015 zijn debuut maakte in de wedstrijd tegen Estoril-Praia. Hij kwam na een half uur spelen het veld in voor Ola John.

## Erelijst
Santos
- Recopa Sudamericana: 2012

Brazilië -20
- 8 Nations International Tournament: 2012

1 Trubin ·
3 Carreras ·
4 Silva ·
6 Bah ·
7 Amdouni ·
8 Aursnes ·
9 Cabral ·
10 Kökçü ·
11 Di María ·
14 Pavlidis ·
16 Neto ·
17 Aktürkoğlu ·
18 Barreiro ·
20 Mário ·
21 Schjelderup ·
23 Meïté ·
24 Soares ·
25 Prestianni ·
28 Kaboré ·
30 Otamendi ·
32 Benjamín Rollheiser ·
36 Leonardo ·
37 Beste ·
44 Araújo ·
47 Gouveia ·
61 Luís ·
81 Bajrami ·
84 Rêgo ·
85 Sanches ·
Coach: Lage